# Голубая Дача
Голуба́я Да́ча — микрорайон в Лазаревском районе муниципального образования «город-курорт Сочи» в Краснодарском крае.

## География
Микрорайон расположен у черноморского побережья, на левом берегу речки Неожиданная. Находится в 15 км к северо-западу от районного центра — Лазаревского, в 82 км к северу от Центрального Сочи и в 220 км к югу от города Краснодар (по дороге).
Через Голубую Дачу проходит федеральная автотрасса А-147 «Джубга-Адлер» и железнодорожная ветка Северо-Кавказской железной дороги. Действует ж/д остановочная платформа Голубая Дача.
Граничит с землями микрорайонов: Совет-Квадже на северо-западе и Аше на юге.
Микрорайон расположен в узкой низменной долине и тянется вдоль побережья. Средние высоты на территории микрорайона составляют 20 метров над уровнем моря. Абсолютные точки в окрестностях микрорайона достигают 400 метров.
Гидрографическая сеть представлена речкой Неожиданной и рядом мелких ручьёв. Окрестные горы покрыты участками леса с реликтовыми и эндемичными растениями, занесёнными в Красную книгу РФ; на пологих склонах растут разновидные дубы совместно с другими широколиственными породами: вязом, буком, лещиной. Повсеместно встречаются можжевельники, скумпия, бересклет, держидерево, реже - каштан, олеандр, багрянник, мирт, земляничное дерево, жимолость-каприфоль, они образуют светлые леса, редколесья или заросли. На опушках- дрок, жимолость, смородина, кизил, и чубушник и нежная, ажурная клекачка; произрастает также крушина (жёстер), алыча, яблоня лесная. На крутых обрывистых склонах у ручьёв растут тёрн, груша, инжир, шиповник, ежевика.  Самые характерные цветы для Кавказа- ранние- в конце января-феврале- это примула, галантус, дрок, фиалки, а затем морозник кавказский; из вечнозелёных,  деревья – тисс; кустарники- омёла, падуб, иглица колючая, самые живучие - колючка смилакс, плющи, повой.
Климат влажный субтропический. Среднегодовая температура воздуха составляет +13,5°С, со средними температурами июля +24,0°С, и средними температурами января +6,0°С. Среднегодовое количество осадков составляет 1400 мм. Основная часть осадков выпадает в зимний период (с ноября по февраль).

## История
В 1905 году на карте Военно-Топографического управления был отмечен хутор Голубева, само имение носило название «Аше» и располагалось чуть выше устья реки Аше, на правом его берегу.
Первые упоминания о посёлке Голубева Дача относятся к 1920-м годам. Тогда село входило в состав Макопсинского сельсовета Туапсинского района Северо-Кавказского края.
В 1926 году на Голубевой Даче проживало около 100 человек. В 1929 году на территории поселка проживало 80 русских и 43 украинца.
В марте 1931 года посёлок передан в состав Шапсугского национального района. Затем в 1945 году посёлок был включён в состав Лазаревского района, образованного в результате упразднения Шапсугского района.
В послевоенные годы посёлок и окрестности заселялись работниками соседних санаториев. В основном медицинскими работниками и обслуживающим персоналом. Из построек преобладали скромные одноэтажные «летние домики» с печным отоплением. До 1990-в годов в посёлке ещё оставались кирпичные строения, возведённые в начале XX века для хозяйственных нужд усадьбы, в годы освоения виноградных посадок, так называемый — «Винный подвал». Начиная с 60-х гг. второй этаж использовался под коммунальное жильё. Сегодня 2-х этажное здание представляет собой живописные руины в окружении бамбуковых зарослей.
10 февраля 1961 года посёлок Голубая Дача был включён в состав города-курорта Сочи, с присвоением населённому пункту статуса внутригородского микрорайона.
В советское время озеленением санаторной территории занимались с любовью: перед корпусами были высажены  гибискусы, азалии (рододендроны), розы, робинии (ложноакации), на территории росли красивоцветущие ранней весной фокинии, кипарисы, различные кипарисовики, туи,  магнолии, сумах, кампсис и очаровательные розовые пушистые альбиции. Чёткие линии стриженых самшитовых бордюров обрамляли дорожки и центральную аллею.
Одна из улиц на возвышении над старой Военно-Грузинской дорогой, носила имя композитора Джузеппе Верди. В 1960-1970 годах на улице Верди в гостях на даче капитана ВМФ 1 ранга И.А. Тарасова, проводил летние месяцы у моря тенор Большого театра — Григорий Большаков со своим семейством. (см.музыкальную комедию «Черевички» 1945 г. по повести Н.В.Гоголя «Ночь перед Рождеством»). Григорий Большаков (Народный артист РСФСР, лауреат двух Сталинских премий) был очарован местностью и в дальнейшем тоже стал владельцем дачи всего в нескольких километрах. Есть несколько упоминаний о цыганском таборе, который гостевал у Григория Большакова. Дачу И.А. Тарасова в 60-70 гг.регулярно посещали ленинградские археологи, педагоги и историки; члены семьи — С.А. Колбасьева, известного энтузиаста джаза из Ленинграда; семья сценариста — М.С. Татарского с юным Татарским, Александром Михайловичем; семья академика Н.Н. Иноземцева (из рассказов Марии Н. и Никиты Н. Иноземцевых, Вячеслава И. и Н.Т. Тарасовых, Н.Г.Большакова).
В 1950-1970-х годах железнодорожное сообщение носило реверсивный характер: пути были проложены для одного состава; поезда, доходившие до станции «Разъезд «Водопадный»», могли подолгу стоять в очереди, чтобы отправиться в путь. Ближайшей остановкой поезда рядом с Голубой Дачей, была станция «Смена», которую построили для санаториев «Юг» и «Пионер».
В отличие от других районов побережья Сочи, сегодня в посёлке «Голубая Дача» не доминируют ни туризм, ни садоводство.

## Улицы
Главной улицей является улица Авроры, по которой проходит федеральной автотрассы А-147. Всего в микрорайоне три улицы: Авроры, Омская, Уральская.